# Dalechampia arenalensis
Dalechampia arenalensis är en törelväxtart som beskrevs av Armbr.. Dalechampia arenalensis ingår i släktet Dalechampia och familjen törelväxter. Inga underarter finns listade i Catalogue of Life.